# René Carrère
Pour les articles homonymes, voir Carrère.
René Ouillon dit René Ouillon-Carrère puis René Carrère, né le 12 février 1879 à Paris 10e  et mort le 25 mars 1959 à Paris 16e, est un escrimeur, peintre, décorateur, acteur et réalisateur français. René Carrère est le frère cadet du sculpteur et dessinateur Fernand Ouillon-Carrère.

## Biographie
René Carrère est le deuxième fils de Marguerite Carrère. Son acte de naissance, tout comme celui de son frère ainé Fernand, ne mentionne pas le nom du père. Il a 10 ans lorsque sa mère prend pour mari le bijoutier parisien Emile Ouillon. Celui-ci reconnait aussitôt les deux enfants de sa nouvelle épouse. Pour l'état civil, le patronyme de René et de son frère devient "Ouillon". Mais comme ils sont déjà de jeunes adolescents et qu'ils ne veulent pas renoncer à leur nom de naissance, ils entrent tous les deux dans la vie sous le nom de "Ouillon-Carrère".
Élève de Gabriel Ferrier et de Tony Robert-Fleury, membre de la Société nationale des beaux-arts, René Carrère expose au Salon des artistes français de 1929 le dessin Les deux amies et la peinture La Drogue.
On lui doit aussi des portraits de célébrités tels Sacha Guitry, Hellé Nice, Mistinguett, Musidora, Maud Loty ou Colette.
C'est en mars 1922 qu'il fonde la société de production Les films René Carrère, qui n'aura qu'une brève existence avec seulement deux films à son actif : Le Prix de beauté et Corsica. Un troisième film, Paris historique, dont le tournage avait commencé dès l'été 1923 avec, entre autres, les acteurs Gabriel Signoret (Louis XIV), Marguerite Madys (Ninon de Lenclos / la Voisin), Raoul Paoli (Bayard / Du Guesclin / Étienne Marcel), Geneviève Cargèse (Mlle de la Vallière) et Monique Chrysès (Marguerite de Bourgogne /  Mme de Maintenon), n'a jamais été terminé. Seule la première des deux parties du film a été entièrement réalisée et a fait l'objet d'une présentation en mars 1924.
Dans un tout autre domaine, René Carrère était aussi reconnu comme un escrimeur amateur de haut niveau à l'épée,.

## Peintre
- 1904 : Portrait de M.A.M.... au Salon des Artistes Français
- 1905 : Le maitre d'armes Michel Filippi, au Salon de la Société nationale des beaux-arts
- 1906 : Mlle M Montavon dans le rôle de Blanchette, au Salon de la Société nationale des beaux-arts
- 1908 : M. George Grand dans le rôle du duc d'Enghien, à l'Exposition du Cercle Volney
- 1909 : Mon modèle, au Salon de la Société nationale des beaux-arts
- 1910 : Grande galerie de portraits de célébrités pour la brasserie Gambrinus, Paris 9e
- 1911 : Portrait de Mlle Irène Bordoni au Salon de la Société des dessinateurs humoristes
- 1911 : Le farniente, au Salon de la Société des dessinateurs humoristes
- 1911 : Portrait de Mlle Andrée Spinelly, du théâtre des Capucines, au Salon de la Société nationale des beaux-arts
- 1913 : Portrait de Mlle Jane Renouardt, au Salon du Cercle Volney
- 1913 : M. Georges Grand dans le rôle du duc d'Enghien, au Salon de la Société nationale des beaux-arts
- 1914 : Portrait de Mlle Marcelle Évrard, à l'Exposition des portraits d'actrices
- 1914 : Mlle Renée Lemoine, de l'Opéra, au Salon de la Société nationale des beaux-arts
- 1914 : Mistinguett, au Salon de la Société nationale des beaux-arts
- 1914 : Anna Pavlova, au Salon de la Société nationale des beaux-arts
- 1919 : Mlle Musidora, au Salon de la Société nationale des beaux-arts
- 1920 : La danseuse Roselly, de l'Opéra, au Salon de la Société nationale des beaux-arts
- 1920 : Lord et Lady L***, au Salon de la Société nationale des beaux-arts
- 1921 : Portrait de Mlle Chrysias, au Salon de la Société nationale des beaux-arts[11]
- 1922 : Madame Arlequin, au Salon de la Société nationale des beaux-arts
- 1923 : La danseuse à la rose, au Salon de la Société nationale des beaux-arts
- 1926 : Don Juan, au Salon de la Société nationale des beaux-arts[12]
- 1927 : Portrait d'une star, Mlle Geneviève Cargèse, au Salon de la Société nationale des beaux-arts
- 1929 : Les fumeurs d'opium, au Salon de la Société nationale des beaux-arts
- 1931 : Portrait de Mme Colette, au Salon de la Société nationale des beaux-arts
- 1931 : Portrait de Maud Loty, au Salon de la Société nationale des beaux-arts

## Décorateur
- 1933 : Mam'zelle Malakof, comédie en 2 actes et 5 tableaux de Mario Duliani d'après l'œuvre de Laszlo Bus-Fekete, au théâtre de la Renaissance (14 décembre)
- 1934 : Une fête à Séville, soirée de gala 1900 au casino de Cabourg (18 août)

## Filmographie

### Comme acteur
- 1917 : Chacals, drame en 5 parties d'André Hugon : Goldoya

### Comme décorateur
- 1921 : Pour Don Carlos, de Jacques Lasseyne et Musidora, d'après le roman de Pierre Benoît

### Comme réalisateur
- 1922 : Le Prix de beauté[13], scénario de Maurice de Brunhoff avec Pauline Pô
- 1923 : Corsica, idylle tragique en 6 parties[14],[15] co-réalisé avec Vanina Casalonga[16] avec Pauline Pô
- 1924 : Paris historique[17],[18] (film inachevé).
- Projet non réalisé : Nos sens[19]